# Tsukasa Tsurumaki
Tsukasa Tsurumaki (Prefectura de Yamagata, 19 de mayo de 1984) es un luchador japonés de lucha grecorromana. Compitió en dos campeonatos mundiales consiguiendo un 12.º puesto en 2009. Ganó dos medallas de plata en los Juegos Asiáticos, de 2010 y 2014. Consiguió dos medallas de bronce en Campeonato Asiático, en 2005 y 2009. Tercero en la Universiada 2005.